# チロキシン-5-デヨージナーゼ
チロキシン-5-デヨージナーゼ(thyroxine 5-deiodinase)は、次の化学反応を触媒する酸化還元酵素である。
3,3',5'-トリヨードチロニン + I- + 受容体 + H+ {\displaystyle \rightleftharpoons } チロキシン + 還元型受容体
この酵素の基質は3,3',5'-トリヨードチロニン、I-、受容体とH+で、生成物はチロキシンと還元型受容体である。
この酵素は酸化還元酵素に属する。組織名はacceptor:3,3',5'-triiodo-L-thyronine oxidoreductase (iodinating)で、別名にdiiodothyronine 5'-deiodinase[ambiguous]、iodothyronine 5-deiodinase、iodothyronine inner ring monodeiodinase、type III iodothyronine deiodinaseがある。

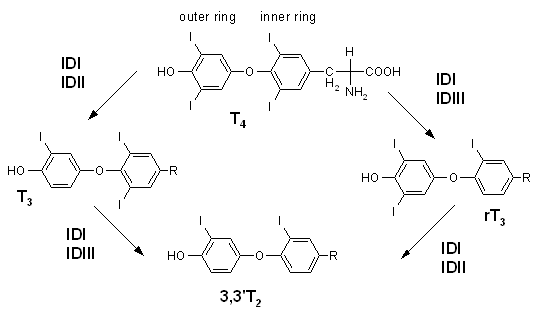
デヨージナーゼの酵素反応。（ID I, ID II：チロキシン-5'-デヨージナーゼ、ID III：チロキシン-5-デヨージナーゼ）